# Pang Bingxun
Pour les articles homonymes, voir Pang (homonymie).
Dans ce nom chinois, le nom de famille, Pang, précède le nom personnel.
Pang Bingxun (chinois simplifié : 庞炳勋, chinois traditionnel : 龐炳勳, pinyin : Pang Bingxun, Wade-Giles : Pang Ping-hsun) (25 octobre 1879– 12 janvier 1963) est un chef militaire du Kuomintang qui lutta à la fois contre l'armée impériale japonaise et le Parti communiste chinois. Il stoppe la 5e division japonaise du général Seishirō Itagaki, l'un des principaux instigateurs de l'incident de Mukden de 1931, capture Linyi et converge vers la 10e division de Rensuke Isogai, déjouant leur projet d'attaquer Xuzhou.

## Jeunesse et formation
Pang est né dans une famille paysanne de la province du Hebei et commence sa carrière en intégrant la nouvelle armée moderne de la dynastie Qing. Après une formation à l'académie de Mandchourie, il reçoit un rang équivalent à celui de capitaine mais, au moment de la révolution chinoise de 1911, ses supérieurs le suspectent d'être un sympathisant révolutionnaire et le force à se retirer. 
De retour dans sa région natale, il ouvre différents commerces et recommence sa vie mais, en 1920, une sécheresse provoque une grave famine et il décide de reprendre sa carrière militaire à l'âge de 41 ans. Il entre ainsi dans l'armée du Nord-Ouest et sert plusieurs seigneurs de guerre locaux avant de devenir l'un des plus célèbres commandants du Nord de la Chine. Lorsque Tchang Kaï-chek lance son expédition du Nord en 1926, Pang sert le général Wu Peifu, un puissant seigneur de guerre contrôlant le centre et le nord de la Chine. Pang démontre son habileté politique quand il annonce qu'il est pour la révolution nationaliste et rejoint le général Tang Shengzhi. Après que Tchang Kaï-chek ait purgé les communistes durant le massacre de Shanghai, le gouvernement nationaliste de Wuhan ordonne à Pang Bingxun d'attaquer Nankin mais il préfère rejoindre le second groupe d'armée de Feng Yuxiang et devient commandant d'une division.
Il combat pour Feng Yuxiang durant la guerre des plaines centrales, mais quand le général Zhang Xueliang, commandant en chef de l'« armée de défense de la frontière du Nord-Est » (anciennement connue sous le nom de clique du Fengtian) se déclare en faveur de Tchang Kaï-chek, les forces anti-Tchang sont rapidement vaincues. Pang change de nouveau de camp en se déclarant pour le gouvernement nationaliste et devient commandant du 40e corps. Il participe à plusieurs actions contre les communistes au Shaanxi et défend le Nord de la Chine contre l'armée impériale japonaise menée par Nobuyoshi Mutō lors de la défense de la Grande Muraille. En 1935, Feng Yuxiang et plusieurs de ses anciens associés combattent l'invasion japonaise durant les campagnes de Mongolie-intérieure. Mais comme Tchang Kaï-chek a toujours l'espoir de signer une paix avec le Japon, il envoie son ministre de la Guerre, He Yingqin, pour disperser l'armée anti-japonaise populaire du Cháhāěr de Feng Yuxiang et nomme Pang Bingxun président de la province du Cháhāěr afin d'apaiser les chefs militaires japonais. Le gouvernement nationaliste le nomme lieutenant-général en 1936 et Pang soutient de nouveau Tchang durant l'incident de Xi'an.

## Seconde guerre sino-japonaise
En juillet 1937, Pang Bingxun rejoint le théâtre du Nord de la Chine de la seconde guerre sino-japonaise. Lorsque les forces japonaises attaquent à la bataille de Pékin-Tianjin, il couvre la retraite vers le Shandong de la 29e armée de Song Zheyuan. En décembre 1937, son unité intègre les forces de la 5e zone de guerre du général Li Zongren, et, du 16 au 17 mars 1938, lui et Zhang Zizhong mènent une sanglante action défensive contre Seishirō Itagaki et contribue à la victoire chinoise lors de la bataille de Taierzhuang. Après la bataille de Xuzhou, il est de nouveau transféré dans le Nord de la Chine où il engage durement les forces japonaises. Il est promu commandant en chef du 24e groupe d'armées et devient gouverneur du Hebei. Durant son mandat, ses forces affrontent l'armée de la 8e route du Parti communiste mais les deux camps arrangent finalement une trêve. En 1941, l'armée régionale japonaise de Chine du Nord de Hayao Tada provoque la bataille du Sud-Shanxi et les forces nationalistes perdent cet important affrontement. Pang est maintenant âgé de plus de 60 ans et demande à prendre sa retraite mais Tchang Kaï-chek refuse sa demande car les commandants expérimentés sont difficiles à trouver à l'époque. Il continue donc de harceler les Japonais dans le Nord. 
En avril 1943, les 50 000 soldats japonais du général Yasuji Okamura intensifient leurs offensives militaires contre la résistance chinoise dans la région et réalisent une percée décisive dans les défenses de Pang dont la plupart des unités fuient vers le Sud. Il perd même le contact avec son quartier-général et est forcé de se cacher dans une cave. Mais Sun Dianying, commandant du 5e corps de l'armée collaborationniste chinoise, et un lieutenant japonais réussissent à le capturer. Il est emmené au quartier-général japonais et, le 23 mai 1943, Wang Jingwei, le président du gouvernement de Nankin, le nomme commandant en chef du 24e groupe d'armées. Le gouvernement du Kuomintang réussit cependant à le ramener à la cause de la résistance nationaliste mais ses commandants japonais découvrent ses plans et dissolvent ses unités. En 1944, il est réassigné au Henan en tant que directeur de la pacification de Kaifeng mais il contacte la résistance de Chongqing grâce au bureau d'investigation et de statistiques (en) du général Dai Li. Tandis que les forces japonaises se rendent l'année suivante, Tchang Kaï-chek le nomme de nouveau commandant en chef des forces d'avant-garde avec pour mission d'empêcher les communistes de prendre la région.

## Guerre civile chinoise et retraite
En 1946, la guerre civile chinoise reprend et Pang place son unité dans l'armée du gouvernement nationaliste de Nankin. Sun Dianying est fait commandant du 40e corps et commandant en chef du 24e groupe d'armées. Mais l'armée populaire de libération communiste de Liu Bocheng détruit les troupes de Pang et Sun lors de la campagne de Haidan (en). Pang est chargé de réorganiser ces unités brisées et nomme un conseiller militaire au ministère de la Défense nationale avant de se retirer. Avant que les forces communistes de Lin Biao ne prennent le contrôle du Nord de la Chine, Pang quitte le Henan pour Nankin en 1948. Après la campagne de Huaidai (en), il suit Tchang Kaï-chek et d'autres chefs nationalistes à Taïwan. Incapable de survivre avec son maigre salaire, il ouvre un restaurant à Taipei avec son vieil ami le général Sun Lianzhong. Il meurt à Taïwan le 12 janvier 1963.

## Carrière militaire
- 1937 - Commandant de la 39e division
- 1937 - 1938 - Commandant de la 3e armée
- 1937 - 1941 - Commandant du XXXXe corps
- 1940 - 1943 - Président de la province du Hebei
- 1943 - Reddition au Japon
- 1943-1945 - Commandant du 24e groupe d'armées de l'armée collaborationniste chinoise